# Zones de développement économique du Bhoutan
Le royaume du Bhoutan était divisé en quatre zones de développement économique (dzongkha : dzongdeys) avant la mise en place de sa Constitution, :
| Zone   | Localisation | Districts                                                            | Capitale   | Superficie | Population |
| ------ | ------------ | -------------------------------------------------------------------- | ---------- | ---------- | ---------- |
| Ouest  |              | Chukha Haa Paro Samtse Thimphou                                      | Thimphou   | 9 563 km2  | 460 000    |
| Centre |              | Dagana Gasa Punakha Tsirang Wangdue Phodrang                         | Damphu     | 18 313 km2 | 230 000    |
| Sud    |              | Bumthang Sarpang Trongsa Zhemgang                                    | Geylegphug | 9 679 km2  | 260 000    |
| Est    |              | Lhuntse Mongar Pemagatshel Samdrup Jongkhar Trashigang Trashiyangste | Mongar     | 14 026 km2 | 440 000    |